# Deven Thompkins
Deven Thompkins (Fort Myers, 23 dicembre 1999) è un giocatore di football americano statunitense che milita nel ruolo di wide receiver per i Carolina Panthers della National Football League (NFL).

## Carriera

### Tampa Bay Buccaneers
Dopo non essere stato scelto nel Draft, Thompkins firmò con i Tampa Bay Buccaneers il 1º maggio 2022. Fu svincolato il 30 agosto 2022 e rifirmò con la squadra di allenamento il giorno successivo. Fu promosso nel roster attivo il 23 dicembre.  La sua prima stagione regolare si concluse con sei presenze, ricevendo 5 passaggi ritornando 6 punt per 61 yard e 12 kickoff per 263 yard.  Nel primo turno di playoff perso contro i Dallas Cowboys ritornò 3 kickoff per 58 yard e 3 punt per 34 yard.
Nella stagione 2023 Thompkins disputò tutte le 17 partite, di cui una come titolare, totalizzando 17 ricezioni per 83 yard e un touchdown.

### Carolina Panthers
Il 25 luglio 2024 Thompkins firmó con i Carolina Panthers.